# Johannes Witt-Hansen
 Der er for få eller ingen kildehenvisninger i denne artikel, hvilket er et problem. Du kan hjælpe ved at angive troværdige kilder til de påstande, som fremføres i artiklen.

Johannes Witt-Hansen (født 9. august 1908 i Levring ved Kjellerup, død 17. oktober 1986) var en dansk filosof og videnskabshistoriker, professor, dr.phil.

## Karriere
Han var søn af højskoleforstander Jens Valdemar Witt-Hansen (1867-1914) og hustru Karen Andrea født Balleby (1876-1969), blev student (Kursus til studentereksamen, Skindergade) 1929, tog medicinsk forberedelseseksamen 1930, var højskolelærer 1936-1955 og blev mag.art. i filosofi fra Københavns Universitet 1949. Witt-Hansen var på studieophold i USA 1949-1950, var videnskabelig assistent ved Københavns Universitet 1957-1959 og blev dr.phil. 1958 på disputatsen Exposition and Critique of the Conceptions of Eddington Concerning the Philosophy of Physical Science.
Witt-Hansen blev i 1959 ansat som professor i filosofi ved Københavns Universitet og videreførte professor Jørgen Jørgensens logisk positivistiske og marxistiske linje. I 1978 gik han på pension.

## Tillidshverv
Han var medlem af Institut International de Philosophie fra 1962, af Gottfried-Wilhelm-Leibniz-Gesellschaft fra 1966, af Akademiet for Fremtidsforskning fra 1967 og af Dansk Forfatterforening fra 1972. Han var medlem af Den danske nationalkomité for videnskabshistorie og videnskabsfilosofi 1974–1982.
Han blev gift 2. maj 1936 på Københavns Rådhus (borgerlig vielse) med småbørnspædagog Gerda Elisabeth Holtved (født 20. oktober 1906 i Korsør), datter af postmester Hans Carl Holtved (1868-1937) og lærer Thora Dorothea Petersen (1876-1961).

## Forfatterskab
- "La filosofia danesa contemporanea", De notas y estudios de filosofia, II (1951).
- "Some Remarks on Philosophy in Denmark", Philosophy and Phenomenological Research, XII (1952).
- Über den Wert der idealistischen und phänomenalistischen Wissenschaftsphilosophie für die Forschung, 1954.
- En kritisk analyse af materiebegrebet hos Newton, Kant og Einstein, 1958.
- Exposition and Critique of the Conceptions of Eddington Concerning the Philosophy of Physical Science, doktordisputats, 1958.
- Historical Materialism. The Method, The Theories. Exposition and Critique. Book I: The Method, 1960 (ufuldendt).
- "Den »østlige« eller kommunistiske filosofi", i radiogrundbogen Vor tids filosofi, 1961.
- Strejftog i moderne filosofi I og II, serien Folkeuniversitets bibliotek, 1961 og 1963.
- De marxistisk-leninistiske principper, serien Søndagsuniversitetet, 1962.
- Om generalisation og generalisationsproblemer i de matematiske og historiske videnskaber, Københavns Universitets Festskrift 1963.
- Kompendium til den antikke filosofis historie I-II, 1964-65 (ufuldendt).
- "Leibniz and Contemporary Science", Orbis Litterarum, XXII (1967).
- Karl Marx, serien Berlingske Filosofi Bibliotek, 1970.
- (red.): Karl Marx: Kapitalen, 3 bind, 1970-72.
- "Philosophy of Science (Wissenschaftstheorie) in Denmark", Zeitschrift für allgemeine Wissenschaftstheorie I, 2, (1970)
- "Marxisme, leninisme, stalinisme, maoisme", i: Sv. E. Stybe (red.): Politiske ideologier, 1972.
- "The impact of Niels Bohr's thought on Danish philosophy", i: R.E. Olson & A.M. Paul (red.): Contemporary Philosophy in Scandinavia, 1972.
- "Kierkegaard et la philosophie contemporaire", Danish Yearbook of Philosophy, 8 (1972).
- Historisk materialisme, serien Berlingske Leksikonbibliotek 1973.
- "Some illustrations of temporality and, specifically, the futurologist", i: Philosophical élaboration of time and temporality, UNESCO 1974.
- (red.): Fremtidens verden, 1975, heri en artikel om "En global eksistensfilosofi".
- "The futurologist" i UNESCO-skriftet Time and the Philosophies, 1977.
- Artikel om Harald Høffding i Skandinavisk naturvitenskap og teknologi omkring år 1900, 1980.
- "Leibniz, Høffding, and the "Ekliptika" circle", Danish Yearbook of Philosophy, XVII (1980).
- "War research, peace research, and the research of futures", Filosofiske studier, V (1982).

### Redaktionelle opgaver
- Medlem af redaktionsudvalget for Danish Yearbook of Philosophy siden begyndelsen 1964 og redigerede vol. VIII, 1972 med referat af Entretiens de Copenhague om "Kierkegaard et la philosophie contemporaine", et symposium afholdt 1966 af Institut International de Philosophie
- Medlem af Editorial Board of Man and World fra 1968